# Linda van Amerongen
Linda van Amerongen (23 september 1974) is een voormalig Nederlands voetbalster.
Tijdens haar voetbalcarrière kwam ze uit voor KFC1910, Fortuna Wormerveer en Wartburgia. Ze won meerdere malen de KNVB Beker en speelde 1 interland voor het Nederlands elftal en diverse jeugdinterlands.